# Оденбах
Оденбах (нім. Odenbach) — громада в Німеччині, розташована в землі Рейнланд-Пфальц. Входить до складу району Кузель. Складова частина об'єднання громад Лаутереккен-Вольфштайн.
Площа — 7,95 км2. Населення становить 840 ос. (станом на 31 грудня 2020).